# Septo pelúcido
El septo pelúcido (en latín septum pellucidum, "pared translúcida") es septo formado por una membrana doble vertical, delgada y triangular que separa las astas anteriores de los ventrículos laterales izquierdo y derecho del cerebro. Corre como una lámina desde el cuerpo calloso hasta el fórnix.
El septo pelúcido no está presente en el síndrome de displasia septo-óptica.

## Estructura
El septo pelúcido se encuentra en el área septal en la línea media del cerebro entre los dos hemisferios cerebrales. El área septal es también la ubicación de los núcleos septales. Está unido a la parte inferior del cuerpo calloso, el gran conjunto de fibras nerviosas que conectan los dos hemisferios cerebrales. Está unido a la parte delantera del fórnix. Los ventrículos laterales se asientan a ambos lados del septo.
El septo pelúcido consta de dos capas o láminas de materia blanca y gris. Durante el desarrollo fetal, existe un espacio entre las dos láminas denominado cavidad del septo pelúcido que, en el noventa por ciento de los casos, desaparece durante la infancia. En ocasiones, se hacía referencia al cavum como el quinto ventrículo, pero ya no se usa porque el espacio por lo general no se continúa con el sistema ventricular. El quinto ventrículo se reconoce como el agrandamiento terminal de la médula espinal.

## Importancia clínica
La ausencia del septo pelúcido ocurre en la displasia septoóptica, un trastorno poco común del desarrollo embrionario que generalmente se caracteriza por un desarrollo anormal del disco óptico y de la hipófisis. Los síntomas de la displasia septoóptica son muy variables y pueden incluir dificultades de visión, bajo tono muscular, problemas hormonales, convulsiones, problemas intelectuales e ictericia al nacer. El manejo está orientado a los síntomas que padezca la persona afectada.